# Komproporcjonowanie
Komproporcjonowanie, synproporcjonowanie – rodzaj przemiany chemicznej, w której dwa różne indywidua chemiczne zawierające ten sam pierwiastek ulegają jednoczesnej przemianie chemicznej do wspólnego produktu, zgodnie ze schematem:
A′ + A″ → 2A
lub
A[wyższy st. utl.]
 + A[niższy st. utl.]
 → 2A[średni st. utl.]

Jest to reakcja odwrotna do dysproporcjonowania, w której dane indywiduum chemiczne zarówno utlenia się, jak i redukuje.
Przykłady reakcji komproporcjonowania:
- SIV
O
2 + 2H
2S−
II
 → 3S0
 + 2H
2O[1] (siarka na IV stopniu utlenienia redukuje się, a siarka na stopniu –II utlenia się, dając S0
)
- Pb0
 + PbIV
O
2 + 2H
2SO
4 ⟶ 2PbII
SO
4 + 2H
2O[1]
- 2NaCl−
I
 + NaClV
O
3 ⟶ 3NaClI
O[1]
- CuII
Cl
2 + Cu0
 → 2CuI
Cl[4]
- CIV
O
2 + C0
 → 2CII
O
- NII
O + NIV
O
2 ⇌ N
2III
O
3

Reakcjami komproporcjonowania są też reakcje odwrotne do autodysocjacji, np.:
- H
3O+
 + OH−
 ⇄ 2H
2O
- NH+
4 + NH−
2 ⇄ 2NH
3